# Cabana de pescador (el Barcarès)

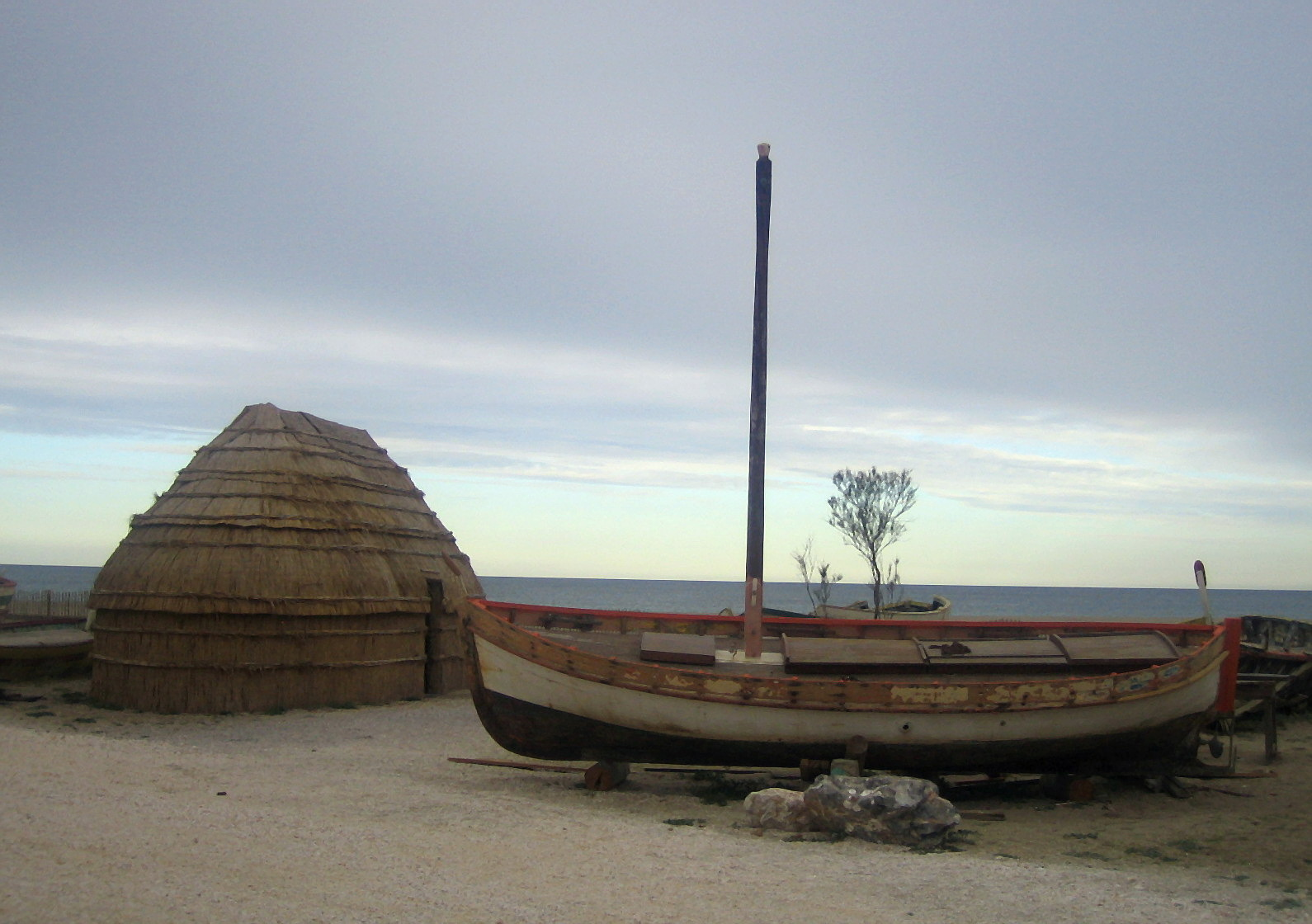
La Cabana de pescador del Barcarès

La cabana de pescador és una construcció protegida de la comuna nord-catalana del Barcarès (Rosselló), a l'indret anomenat La Codalera.
La cabana va ser feta de fusta i canyís com a construcció eventual, però ha adquirit estatus permanent a causa de la cura amb què s'ha conservat. Hom hi veu un interès etnològic, vinculat a la pesca tradicional a l'estany de Salses i se l'ha volguda agermanar simbòlicament amb els antics assentaments neolítics de la costa nord-catalana.
Relacionada amb les antigues cabanes de pescadors que als anys 50 ocupaven la riba est del grau de Sant Àngel, aquesta cabana forma part de la recreació d'un poble de pescadors fet amb objectius turístics a mitjan segle xx. Va ser declarada monument històric de França el 30 de desembre del 1994 i, en el present, és propietat de l'Estat. El 2007, l'ajuntament decidí reimpulsar el poblet i n'encomanà la cura a l'Associació Velatina.